# Beatrice af Burgund (Bourbonnais)
 For alternative betydninger, se Beatrice af Burgund. (Se også artikler, som begynder med Beatrice af Burgund)
Beatrice af Burgund (Bourbon), født 1257, død 1310, var en fransk vasalherre.
Hun var regerende dame af Bourbon fra 1288 til 1310.
Hun var gift med Robert, greve af Clermont, der var en yngre søn af kong Ludvig den Hellige af Frankrig.

## Slægt
Beatrice nedstammede fra tidligere tiders Herrer af Bourbon.
Hun blev stammoder til de senere Hertuger af Bourbon.
Beatrice blev en fjern stammoder til kong Henrik 4. af Frankrig, der blev den første franske konge af Huset Bourbon.